# Petrovce (Sobrance)
Petrovce (ungarisch Ungpetróc – bis 1907 Petróc) ist eine Gemeinde im äußersten Osten der Slowakei mit 211 Einwohnern (Stand 31. Dezember 2024), die zum Okres Sobrance, einem Kreis des Košický kraj, gehört.

## Geographie
Die Gemeinde befindet sich in einem kleinen Erosionskessel im Vorgebirge Petrovské predhorie im Ostslowakischen Hügelland im nordöstlichen Teil des Ostslowakischen Tieflands, unterhalb des Gebirgsstocks Popriečny im Vihorlatgebirge, am Bach Petrovský potok im Einzugsgebiet des Usch (slowakisch Uh), nahe der Staatsgrenze zur Ukraine. Das Ortszentrum liegt auf einer Höhe von 280 m n.m. und ist 13 Kilometer von Sobrance entfernt.
Nachbargemeinden sind Koromľa im Norden, Onokiwzi (UA) im Nordosten, Osten, Südosten und Süden und Husák im Südwesten, Westen und Nordwesten.

## Geschichte
Petrovce wurde zum ersten Mal 1571 als Petrocz schriftlich erwähnt (nach der Gemeindechronik soll der Ort bereits 1470 erwähnt worden sein) und war damals Teil der Drugeth'schen Herrschaft von Nevicke (heute in der Ukraine). 1599 standen 27 Häuser im Ort, damals waren die Einwohner als Landwirte und Obstbauern tätig. 1715 gab es sechs Haushalte, 1828 zählte man 36 Häuser und 298 Einwohner. Im 19. Jahrhundert besaß das Ärar große Waldflächen.
Bis 1918/1919 gehörte der im Komitat Ung liegende Ort zum Königreich Ungarn und kam danach zur Tschechoslowakei beziehungsweise heute Slowakei. In der ersten tschechoslowakischen Republik waren die Einwohner als Drechsler und Landwirte beschäftigt. Als Folge des Slowakisch-Ungarischen Kriegs war der Ort von 1939 bis 1944 noch einmal Teil Ungarns. Nach dem Zweiten Weltkrieg wurde 1957 die örtliche Einheitliche landwirtschaftliche Genossenschaft (Abk. JRD) gegründet, ein Teil der Einwohner pendelte zur Arbeit in Industriebetriebe in Košice (dort insb. in den Ostslowakischen Stahlwerken) und anderswo.

## Bevölkerung
| Jahr                | 1994 | 2004     | 2014    | 2024    |
| ------------------- | ---- | -------- | ------- | ------- |
| Anzahl der Personen | 306  | 234      | 214     | 211     |
| Unterschied         |      | −23,52 % | −8,54 % | −1,40 % |

| Jahr                | 2023 | 2024    |
| ------------------- | ---- | ------- |
| Anzahl der Personen | 207  | 211     |
| Unterschied         |      | +1,93 % |

Nach der Volkszählung 2011 wohnten in Petrovce 218 Einwohner, davon 212 Slowaken, drei Ukrainer sowie jeweils ein Magyare, Russe und Russine.
126 Einwohner bekannten sich zur römisch-katholischen Kirche, 84 Einwohner zur griechisch-katholischen Kirche sowie jeweils ein Einwohner zur Evangelischen Kirche A. B., zur orthodoxen Kirche und zur reformierten Kirche. Ein Einwohner bekannte sich zu einer anderen Konfession, ein Einwohner war konfessionslos und bei drei Einwohnern wurde die Konfession nicht ermittelt.

## Verkehr
In Petrovce endet die Cesta III. triedy 3801 („Straße 3. Ordnung“) von Tibava (Kreuzung mit der Cesta I. triedy 19 („Straße 1. Ordnung“)) und Porúbka heraus.